# Amakusanthura magnifica
Amakusanthura magnifica là một loài chân đều trong họ Anthuridae. Loài này được Menzies & Frankenberg miêu tả khoa học năm 1966.